# Norma Merrick Sklarek
Norma Merrick Sklarek (Harlem, Nueva York, 15 de abril de 1926-Pacific Palisades, California, 6 de febrero de 2012) fue una arquitecta afroamericana que obtuvo logros para las mujeres negras en la arquitectura.

## Biografía
Sus padres eran trinitarios; su padre era médico y su madre costurera. Asistió a Hunter College High School, continuó en Barnard College, y luego recibió su título de arquitecto en 1950 en la Facultad de Arquitectura de la Universidad de Columbia, fue una de las dos mujeres de su clase que se graduó. Merrick fue una de las primeras mujeres negras en obtener licencia de arquitecto en los Estados Unidos, y la primera en tener una licencia en los estados de Nueva York (1954) y California (1962). Como antecedentes estuvieron Adrienne McNeil Herndon (1869-1910) que ejerció la profesión sin formación y Elizabeth Carter Brooks (1867-1951) que había estudiado en la Swain Free School of Design.
Después de recibir su título, Merrick no pudo encontrar trabajo en una firma de arquitectura, por lo que tomó un trabajo en el Departamento de Obras Públicas de Nueva York. A partir de 1955, trabajó durante cinco años en Skidmore, Owings & Merrill. En 1960, se mudó a California y pasó a trabajar para Gruen and Associates en Los Ángeles, donde permaneció durante dos décadas y en 1966 se convirtió en la primera afroamericana directora de arquitectura de la empresa.
En 1967, se casó con Merrick Rolf Sklarek, un arquitecto de Gruen and Associates, a partir de entonces utilizó como su nombre profesional Norma Merrick Sklarek. Tuvo un matrimonio anterior con un hombre llamado Ransom; y después de la muerte de Sklarek se casó por tercera vez, con Cornelio Welch, un médico. Tuvo dos hijos.
En 1980, Sklarek se trasladó a Welton Becket Associates, donde trabajó en la Terminal Uno del Aeropuerto Internacional de Los Ángeles. También trabajó con Jon Jerde.
Sklarek se convirtió en la primera mujer negra en ser elegida miembro del Instituto Americano de Arquitectos (AIA), en 1980.  En 1985, se convirtió en la primera arquitecta afroamericana en fundar su propio estudio de arquitectura: Siegel-Sklarek-Diamond, que fue el mayor estudio de arquitectura propiedad de mujeres y que contaba con la mayoría de personal femenino en los Estados Unidos.
Entre los diseños de Sklarek están el San Bernardino City Hall en San Bernardino, California; el Fox Plaza, en San Francisco; y la Embajada de los Estados Unidos en Tokio, Japón.
Después de su retiro, fue nombrada por el gobernador para formar parte de la Junta de Arquitectos de California. También se desempeñó durante varios años como presidente del Consejo Nacional de Ética de la AIA. Falleció el 6 de febrero de 2012, en Pacific Palisades, California. Un expresidente de la AIA, dijo de ella: "Ella era capaz de hacer cualquier cosa. Fue una arquitecta completa.".

## Premios y reconocimientos
- En su honor, la Universidad de Howard ofrece la Beca de arquitectura Norma Merrick Sklarek.
- Sklarek es miembro honorario de Delta Sigma Theta hermandad.
- Premio Mejor Modelo de Negocio, por la Association of Black Women Entrepreneurs’ (1987)
- Resolución de la Legislatura del Estado de California en honor a ella (2007).